# Pouilly-le-Monial
Pouilly-le-Monial ist eine Commune déléguée in der französischen Gemeinde Porte des Pierres Dorées mit 953 Einwohnern (Stand 1. Januar 2022) im Département Rhône in der Region Auvergne-Rhône-Alpes. 
Mit Wirkung vom 1. Januar 2017 wurden die ehemaligen Gemeinden Liergues und Pouilly-le-Monial zur Commune nouvelle Porte des Pierres Dorées zusammengelegt. Pouilly-le-Monial hat seither den Status einer Commune déléguée. Die Gemeinde Pouilly-le-Monial war Teil des Arrondissements Villefranche-sur-Saône und des Kantons Le Bois-d’Oingt (bis 2015: Kanton Anse).

## Geographie
Pouilly-le-Monial liegt rund 26 Kilometer nordnordwestlich von Lyon und etwa sechs Kilometer südwestlich von Villefranche-sur-Saône im Weinbaugebiet Bourgogne. Umgeben wird Pouilly-le-Monial von den Nachbarorten Jarnioux im Norden, Liergues im Osten sowie Theizé im Süden.

## Bevölkerungsentwicklung
| Jahr                      | 1962 | 1968 | 1975 | 1982 | 1990 | 1999 | 2006 | 2012 |
| Einwohner                 | 464  | 493  | 535  | 598  | 654  | 721  | 824  | 946  |
| Quelle: Cassini und INSEE |      |      |      |      |      |      |      |      |

## Sehenswürdigkeiten
- historisches Ortszentrum
- Kapelle Saint-Jean-d’Essarts des Malteserordens